# Испанская инквизиция (Монти Пайтон)

«Испанская инквизиция»: слева направо — кардинал Бигглз (Терри Джонс), кардинал Хименес (Майкл Пейлин), кардинал Фэнг (Терри Гильям).

«Испанская инквизиция» (англ. The Spanish Inquisition) — серия скетчей из британского юмористического телевизионного шоу «Летающий цирк Монти Пайтона» (сезон 2, выпуск 2, весь выпуск так и называется — «Испанская инквизиция»), пародирующих реальную испанскую инквизицию. Основная фраза этих скетчей: «Никто не ждёт испанскую инквизицию!» (англ. Nobody expects the Spanish Inquisition!) стала крылатой в английском языке.

## Содержание
Все скетчи с участием испанской инквизиции основаны на том, что один из героев сценки, раздосадованный назойливыми вопросами другого героя, восклицает: «Здесь вроде бы не испанская инквизиция!» (англ. I didn't expect the Spanish Inquisition!), после чего в помещение под характерный аккорд врывается именно испанская инквизиция, состоящая из кардинала Хименеса (Майкл Пейлин), кардинала Бигглза (Терри Джонс) и кардинала Фэнга (Терри Гильям). Едва появившись в кадре, кардинал Хименес выкрикивает фразу: «Никто не ждёт испанскую инквизицию!».

### Испанская инквизиция
В первом скетче («Испанская инквизиция») кардинал Хименес после вступительной фразы начинает перечислять оружие инквизиции («неожиданность, страх, безжалостность, фанатичная преданность папе, красивые одежды»), однако постоянно путается и увеличивает количество «оружия», из-за чего всем троим приходится заново повторять своё появление (для этого герой скетча (Грэм Чэпмен) несколько раз вынужден повторять фразу «Здесь вроде бы не испанская инквизиция!»). Отчаявшись, Хименес просит Бигглза сказать текст за него, что тот с трудом и делает, пользуясь подсказками. После этого Фэнг зачитывает «обвинительное заключение» собеседнице героя (Кэрол Кливленд) — «Вы обвиняетесь в том, что неоднократно возводили хулу на святую церковь!». Когда та не признаёт своей вины, то, после «дьявольского смеха» и «дьявольской актёрской игры» в исполнении кардиналов, Хименес приказывает Бигглзу достать решётку (игра английских слов «rack» — и «дыба», и просто «решётка»). Тот достает из-за пазухи решётку для сушки посуды. Хименес, всем своим видом давая понять, что он потрясён абсурдностью ситуации, тем не менее, приказывает привязать девушку к решётке. Когда та и после этого ни в чем не признаётся, Хименес приказывает Бигглзу повернуть решётку. Оба понимают абсурдность действия, и Бигглз делает вид, что поворачивает дыбу. Скетч заканчивается неожиданно (как и многие скетчи Монти Пайтон): раздаётся звонок в дверь, и вошедший человек (Джон Клиз) просит героя помочь ему — поучаствовать в эпизоде, который снимается в соседнем доме.

### Фотографии дяди Теда
В этом скетче пожилая леди (Марджори Уайльд) показывает своей молодой собеседнице (Кэрол Кливленд) практически одинаковые фотографии дяди Теда. Среди них неожиданно оказывается фотография испанской инквизиции, спрятавшейся за сараем. После этого появляется сама инквизиция. Кардиналы хватают пожилую даму и тащат её в подвал, где ей выдвигается обвинение в «ереси слов, ереси мыслей и ереси поступков». Та, однако, говорит, что не понимает, в чем она виновна. Тогда кардинал Хименес приказывает кардиналу Бигглзу принести для пыток подушки. Однако, когда пытка подушками не даёт результатов, то Хименес приказывает Фэнгу принести кресло (подразумевая пыточное кресло для допросов). Однако пожилую даму сажают в удобное домашнее кресло, и Хименес говорит ей, что если она не покается, то будет сидеть в кресле до обеда, и только разве что в 11 часов получит чашечку кофе. Думая сделать пытку еще более мучительной, Хименес и Фэнг начинают кричать: «Покайся, покайся!», после чего Бигглз падает на колени с криком «Каюсь!».

### Судебные шарады
После абсурдного заседания суда (представляющего отдельный большой скетч) подсудимый (он же — судья из другого суда) (Терри Джонс) восклицает: «Не думал, что это — испанская инквизиция!», после чего все присутствующие в зале поворачиваются в сторону двери, ожидая увидеть врывающихся в помещение кардиналов. Однако этого не происходит и скетч завершается. После этого, на фоне закрывающих выпуск титров, показывается, как кардиналы выбегают из дома, и торопятся в здание суда, желая успеть до окончания титров (их поездка на автобусе сопровождается словами Хименеса: «Всего пять осталось! Уже пошли продюсеры! Быстрее!»). Кардиналы добираются до суда, вбегают в зал заседания, и Хименес кричит: «Никто не ждет Испан…» Однако, он не успевает закончить, и его слова прерываются надписью «Конец», возникающей на чёрном фоне, в связи с чем Хименес за кадром восклицает: «О, чёрт!»

### Другие появления
Кардинал Хименес также появляется в четвёртом выпуске того же второго сезона в качестве камео — он называет средства после бритья, которыми он пользуется — постоянно добавляя новые (также, как и при перечислении «оружия инквизиции»). В финальном скетче этого выпуска один из героев говорит полицейскому: «Здесь не испанская инквизиция!», однако на этот раз кардиналы не появляются, полицейский просто отвечает персонажу, чтобы тот заткнулся.

## Факты
- Кардинал Хименес — реальная историческая личность, Великий инквизитор Испании (1436—1517 гг).
- Финальный возглас Хименеса в скетче «Судебные шарады» — «Oh bugger!» (рус. О чёрт! или Твою мать!) был весьма груб для Би-би-си 1970-х годов, и при трансляции в некоторых регионах он был вырезан.